# قلب دامي
قلب دامي (بالكورية: 붉은 단심)؛ هو مسلسل تلفزيوني تاريخي كوري جنوبي، من بطولة لي جون، كانغ هانا، وجانغ هيوك. عرض المسلسل على قناة كي بي إس 2 يومي الاثنين والثلاثاء من 2 مايو  إلى 20 يونيو 2022.

## القصة
إنها دراما تاريخية خيالية عن سيون جونغ الذي اعتلى العرش وأصبح ملك جوسون بعد تمرد، ولي تاي الذي أصبح ملكا من بعده.

## طاقم

### دور رئيسي
- لي جون في دور لي تاي[5]
  - بارك جي بين في دور لي تاي الصغير[6]

أصبح ملكًا لمملكة جوسون بعد الملك سيونجونج. يحلم بملكية مطلقة ويصبح حاكماً قوياً، على عكس والده.
- كانغ هانا بدور يو جيونغ[5]
  - شين اون سو في دور يو جيونج الصغيرة[7]

امرأة يقع في حبها لي تاي. اختارها لي تاي لتكون أميرته، تدخل في دوامه من الصراع على السلطة، مما يؤدي إلى أزمة في عائلتها.
- جانغ هيوك في دور بارك جي وون[5]

النائب الأول لرئيس الوزراء وهو رمز حي للقوة وشخصية يطيعها الجميع. إنه «صانع ملوك» مصمم على خلق ملك حكيم وخير، حتى لا يتزعزع أسس جوسون من قبل طاغية مرة أخرى.
- تشوي ري بدور جو يون هي[8]

ابنة جو وون بيو غير ناضجة والمتغطرسة.
- ها دو-كوان بدور جونغ إيوي كيون[9]

خادم لي تاي.

### دور داعم
- بارك جي يون في دور تشوي جا يون[10]
- يون سيو آه بدور دونغ-جيوم[11]
- تشا سون باي بدور هيو سانغ سون[12]
- هيو سونغ تاي في دور جو وون بيو[13]
- بارك سونغ يون في دور سيدة المحكمة تشوي[14]
- أوه سيونغ هون[15]
- لي تشانغ جيك في دور لي جو بان سيو[16]
- لي تاي-ري في دور بارك نام سانغ[17]
- كانغ شين إيل في دور كيم تشي وون[18]
- جو هي بونغ في دور ما سيو بانغ[18]
- ريو سيونغ سو بدورايم جين سا[19]

## المشاهدات
| الموسم | الموسم | رقم الحلقة | رقم الحلقة | رقم الحلقة | رقم الحلقة | رقم الحلقة | رقم الحلقة | رقم الحلقة | رقم الحلقة | رقم الحلقة | رقم الحلقة | رقم الحلقة | رقم الحلقة | رقم الحلقة | رقم الحلقة | رقم الحلقة | رقم الحلقة | المتوسط |
| الموسم | الموسم | 1          | 2          | 3          | 4          | 5          | 6          | 7          | 8          | 9          | 10         | 11         | 12         | 13         | 14         | 15         | 16         | المتوسط |
| ------ | ------ | ---------- | ---------- | ---------- | ---------- | ---------- | ---------- | ---------- | ---------- | ---------- | ---------- | ---------- | ---------- | ---------- | ---------- | ---------- | ---------- | ------- |
|        | 1      | 1041       | 998        | 863        | 992        | 961        | 1111       | 902        | 1074       | 896        | 955        | 1001       | 1071       | 1237       | 1398       | 1171       | 1398       | 1067    |

| Ep.    | تاريخ الفث    | تقييمات Nielsen Korea | تقييمات Nielsen Korea |
| Ep.    | تاريخ الفث    | على الصعيد الوطني     | سيئول                 |
| ------ | ------------- | --------------------- | --------------------- |
| 1      | 2 مايو 2022   | 6.3%                  | 6.4%                  |
| 2      | 3 مايو 2022   | 6.0%                  | 6.0%                  |
| 3      | 9 مايو 2022   | 5.3%                  | 4.8%                  |
| 4      | 10 مايو 2022  | 5.6%                  | 5.2%                  |
| 5      | 16 مايو 2022  | 5.8%                  | 5.1%                  |
| 6      | 17 مايو 2022  | 6.4%                  | 5.7%                  |
| 7      | 23 مايو 2022  | 5.5%                  | 5.0%                  |
| 8      | 24 مايو 2022  | 6.6%                  | 5.9%                  |
| 9      | 30 مايو 2022  | 5.7%                  | 4.9%                  |
| 10     | 31 مايو 2022  | 6.3%                  | 5.5%                  |
| 11     | 6 يونيو 2022  | 6.1%                  | 5.6%                  |
| 12     | 7 يونيو 2022  | 7.3%                  | 6.7%                  |
| 13     | 13 يونيو 2022 | 8.0%                  | 7.1%                  |
| 14     | 14 يونيو 2022 | 8.9%                  | 8.3%                  |
| 15     | 20 يونيو 2022 | 7.7%                  | 7.1%                  |
| 16     | 21 يونيو 2022 | 8.9%                  | 8.6%                  |
| المعدل | المعدل        | 6.65%                 | 6.12%                 |

## الإنتاج

### صناعة
أخراج يوو هيونغ اون من (مقر التخطيط والإنتاج الدرامي KBS) الذي عمل على سلسلة «ملكة الغموض» (2017-2018). ومسلسل «كيف تشتري صديقا» 2020. ومن كتابة بارك بيل جو المشهور بكتابة الدراما العائلية مثل «كانتابيل الغد» و «الحب الأول مرة أخرى» و «عش الطائر الأزرق» و «يجب أن نعيش معا». ومن تخطيط هونغ سيو جو (مقر التخطيط والإنتاج الدرامي KBS) وانتاج بتنسيق مع شركة جنج برودكشنز.

### التصوير
في 3 فبراير 2022 ، أُعلن أن التصوير أُلغي بعد أن ثبتت إصابة أحد أعضاء فريق عمل وممثل لم يذكر اسمه بـ كوفيد-19. خضع جميع أعضاء طاقم الإنتاج لاحقًا لاختبار PCR. بعد يوم واحد، تم الكشف عن إصابة بارك جي يون ويون سيو آه بفيروس كوفيد-19.
في 11 فبراير 2022 ، تم التأكيد على إصابة الممثل هيو سونغ تاي أيضًا بفيروس كوفيد-19، مما أدى إلى إلغاء التصوير في ذلك اليوم. في وقت لاحق في 16 فبراير، تعافى هيو تمامًا من العدوى واستأنف جداول تصويره.
في 11 مارس 2022 ، أعلنت وكالة ها دو كوون أن نتيجة اختبار الممثل إيجابية لـ كوفيد-19. بعد ظهر اليوم العاشر، وتم إلغاء جميع جداول التصوير الخاصة به.

## روابط خارجية
- الموقع الرسمي
- قلب دامي على موقع IMDb (الإنجليزية)
- قلب دامي على موقع كينوبويسك (الروسية)
- قلب دامي على موقع قاعدة بيانات الفيلم (الإنجليزية)
- قلب دامي على هانسينما